# Helena Larsdotter Westerlund
Helena Larsdotter Westerlund, född 1799, död 1865, var en svensk lärare. Hon var Sveriges första kvinnliga folkskollärare, och den första kvinna som examinerades vid Folkskoleseminariet i Göteborg. 

## Biografi
Helena Larsdotter Westerlund var en av fem barn till Britta Andersdotter (d. 1814) och bonden och gårdfarihandlaren Lars Hansson Westerlund, och växte upp på familjens gård Hulåkra Yttergård i Svenljunga socken. Hon bosatte sig år 1814 hos sin äldsta syster i Fällhult, Örsås socken, och var från 1816 verksam som omväxlande piga och lärare åt barnen där och i närliggande socknar.  Tillsammans med Anna-Lisa Larsdotter noterades hon från 1828 och framåt stå för barnundervisningen i Örsås socken. Hon fick 1844 100 riksdaler banco av kung Oscar I som ett erkännande för sin lärargärning. Hon uppgav sig då ha undervisat mellan 3 000 och 4 000 barn, och även tagit hand om enstaka barn som saknade föräldrar mot ersättning från socknen. Hon höll även söndagsskola i pastoratets kyrkor. 
År 1842 infördes folkskolan i Sverige och från 1845 var Westerlund anställd som lärare i Kalvs socken, biträdd av sin systerdotter Christina Hedberg. Detta var anmärkningsvärt: genom 1842 års folkskolestadga blev grundskolan en statlig angelägenhet och dess lärare blev statsanställda och måste därför ha utbildning för yrket från något av de folkskollärarseminarier som grundades runtom i landet för detta syfte. Problemet var att dessa var öppna endast för män, något som i praktiken reserverade läraryrket i den nya folkskolan för män. Detta förändrade situationen för kvinnliga lärare som Westerlund, som dittills undervisat i Sveriges mindre formella byaskolor, men saknade formell utbildning. Socknens fattigdom gjorde att en ambulerande lärare var måste anställas för undervisa Kalvs socken tillsammans med Häckviks, Mårdaklefs och Östra Frölundas socken. Det var därför svårt för dess prost att attrahera en lärare som uppfyllde stadgans krav att ansöka om tjänsten. Westerlund fick därför denna tjänst trots sitt kön, på grund av att hon var villig att söka tjänsten. Som andra kvinnor kunde hon formellt bara få tjänsten som provisorisk lärare. Prosten, Cornelius Rahmn, ansökte då framgångsrikt om dispens hos Oscar I för henne att avlägga examen vid Folkskoleseminariet i Göteborg.  
Hon skrevs in efter ett positivt utlåtande från domkapitlet i Göteborg den 2 september 1846, och avlade examen som folkskollärare med goda betyg efter endast en månad. Hon kunde därför anställas som Sveriges första kvinnliga folkskollärare. Hon erbjöds först en lön på 250 riksdaler banco, vilket var 50 riksdaler mindre än vad stadgan angav, men fick till slut en lön som var 50 riksdaler högre än vad ett skoldistrikt enligt stadgan var tvungen att betala. Hon flyttade mellan ett antal så kallade skolstationer inom skoldistriktet, där hon undervisade socknens barn under en kortare tid. Undervisningen inkluderade läsning, skrivning och räkning, kristendomsundervisning samt kyrkosång. Endast ett fåtal undervisades även i geografi och historia, och de tillhörde då en särskild grupp. Arbetet var svårt eftersom det fanns ett visst motstånd både mot den nya folkskolan som mot hennes kön. Hon anhöll 1860 om en pension på 150 riksdaler riksmynt, och kunde året därpå avsluta sitt yrkesliv med en pension på 125 riksdaler riksmynt. Hon var sedan bosatt hos sin systerdotter Christina på gården Skyarps Öfre i Håcksviks socken.
Helena Larsdotter Westerlund var Sveriges första kvinnliga folkskollärare, men hon blev detta med dispens. Införandet av folkskolan, där lärartjänsterna skulle innehas av män utbildade för yrket, krockade med den dåvarande praktiken där byskolorna vanligen hade kvinnliga lärare, något som skapade svårigheter fram till att kvinnor år 1859 fick tillstånd att undervisas vid seminarier och beträda lärartjänster i folkskolan.